# Settimana Internazionale di Coppi e Bartali 2021
La Settimana Internazionale di Coppi e Bartali 2021, trentaseiesima edizione della corsa e ventitreesima con questa denominazione, valevole come evento del circuito UCI Europe Tour 2021 categoria 2.1 e come quarta prova della Ciclismo Cup 2021, si svolse dal 23 al 27 marzo 2021 su un percorso totale di 732,1 km, con partenza da Gatteo e arrivo a Forlì, in Italia. La vittoria fu appannaggio del danese Jonas Vingegaard, che completò il percorso in 19h03'47", alla media di 38,404 km/h, precedendo il connazionale Mikkel Frølich Honoré e l'australiano Nick Schultz.
Sul traguardo di Forlì 88 ciclisti, su 171 partiti da Gatteo, portarono a termine la competizione.

## Tappe
| Tappa  | Data     | Percorso                          | km          | Vincitore di tappa     | Leader cl. generale |
| ------ | -------- | --------------------------------- | ----------- | ---------------------- | ------------------- |
| 1ª-1ª  | 23 marzo | Gatteo > Gatteo                   | 97,8        | Jakub Mareczko         | Jakub Mareczko      |
| 1ª-2ª  | 23 marzo | Gatteo > Gatteo (cron. a squadre) | 10,8        | Israel Start-Up Nation | Mark Cavendish      |
| 2ª     | 24 marzo | Riccione > Sogliano al Rubicone   | 163,5       | Jonas Vingegaard       | Jonas Vingegaard    |
| 3ª     | 25 marzo | Riccione > Riccione               | 145 139     | Ethan Hayter           | Jonas Vingegaard    |
| 4ª     | 26 marzo | San Marino > San Marino           | 154,8       | Jonas Vingegaard       | Jonas Vingegaard    |
| 5ª     | 27 marzo | Forlì > Forlì                     | 166,2       | Mikkel Frølich Honoré  | Jonas Vingegaard    |
| Totale | Totale   | Totale                            | 736,6 732,1 |                        |                     |

## Squadre e corridori partecipanti
| N.      | Cod. | Squadra                     |
| ------- | ---- | --------------------------- |
| 1-7     | IGD  | Ineos Grenadiers            |
| 11-17   | AST  | Astana-Premier Tech         |
| 21-27   | DQT  | Deceuninck-Quick Step       |
| 31-37   | ISN  | Israel Start-Up Nation      |
| 41-47   | TJV  | Jumbo-Visma                 |
| 51-57   | MOV  | Movistar Team               |
| 61-67   | BEX  | Team BikeExchange           |
| 71-77   | DSM  | Team DSM                    |
| 81-87   | TFS  | Trek-Segafredo              |
| 91-97   | ANS  | Androni Giocattoli-Sidermec |
| 101-107 | BCF  | Bardiani-CSF-Faizanè        |
| 111-117 | CJR  | Caja Rural-Seguros RGA      |
| 121-127 | EOK  | Eolo-Kometa Cycling Team    |

| N.      | Cod. | Squadra                            |
| ------- | ---- | ---------------------------------- |
| 131-137 | EUS  | Euskaltel-Euskadi                  |
| 141-147 | GAZ  | Gazprom-RusVelo                    |
| 151-157 | THR  | Vini Zabù                          |
| 161-167 | ITA  | Italia                             |
| 171-177 | RUS  | Russia                             |
| 181-187 | BTM  | Beltrami TSA Tre Colli             |
| 191-197 | GEF  | General Store Essegibi F.lli Curia |
| 201-207 | GTS  | Giotti Victoria-Savini Due         |
| 211-217 | MGK  | MG.K Vis VPM                       |
| 221-227 | CPK  | Team Colpack Ballan                |
| 231-237 | T4Q  | Team Qhubeka                       |
| 241-247 | IWM  | Work Service Marchiol Vega         |

## Dettagli delle tappe

### 1ª tappa, 1ª semitappa
- 23 marzo: Gatteo > Gatteo – 97,8 km

Risultati
| Pos. | Corridore        | Squadra    | Tempo    |
| ---- | ---------------- | ---------- | -------- |
| 1    | Jakub Mareczko   | Vini Zabù  | 2h19'05" |
| 2    | Mark Cavendish   | Deceuninck | s.t.     |
| 3    | Marius Mayrhofer | DSM        | s.t.     |

| Pos. | Corridore        | Squadra    | Tempo    |
| ---- | ---------------- | ---------- | -------- |
| 1    | Jakub Mareczko   | Vini Zabù  | 2h18'59" |
| 2    | Mark Cavendish   | Deceuninck | a 2"     |
| 3    | Marius Mayrhofer | DSM        | a 4"     |

### 1ª tappa, 2ª semitappa
- 23 marzo: Gatteo > Gatteo – Cronometro a squadre – 10,8 km

Risultati
| Pos. | Squadra                | Tempo  |
| ---- | ---------------------- | ------ |
| 1    | Israel Start-Up Nation | 11'36" |
| 2    | Astana-Premier Tech    | a 1"   |
| 3    | Deceuninck-Quick Step  | a 2"   |

| Pos. | Corridore      | Squadra    | Tempo    |
| ---- | -------------- | ---------- | -------- |
| 1    | Mark Cavendish | Deceuninck | 2h30'39" |
| 2    | Alex Dowsett   | Israel     | a 2"     |
| 3    | Ben Hermans    | Israel     | s.t.     |

### 2ª tappa
- 24 marzo: Riccione > Sogliano al Rubicone – 163 km

Risultati
| Pos. | Corridore        | Squadra      | Tempo    |
| ---- | ---------------- | ------------ | -------- |
| 1    | Jonas Vingegaard | Jumbo        | 4h17'43" |
| 2    | Iván Sosa        | Ineos        | s.t.     |
| 3    | Nick Schultz     | BikeExchange | a 4"     |

| Pos. | Corridore        | Squadra | Tempo    |
| ---- | ---------------- | ------- | -------- |
| 1    | Jonas Vingegaard | Jumbo   | 6h48'25" |
| 2    | Iván Sosa        | Ineos   | a 1"     |
| 3    | Ben Hermans      | Israel  | a 3"     |

### 3ª tappa
- 25 marzo: Riccione > Riccione – 145 139 km

Risultati
| Pos. | Corridore      | Squadra      | Tempo    |
| ---- | -------------- | ------------ | -------- |
| 1    | Ethan Hayter   | Ineos        | 3h49'21" |
| 2    | Shane Archbold | Deceuninck   | s.t.     |
| 3    | Nick Schultz   | BikeExchange | s.t.     |

| Pos. | Corridore        | Squadra      | Tempo     |
| ---- | ---------------- | ------------ | --------- |
| 1    | Jonas Vingegaard | Jumbo        | 10h37'46" |
| 2    | Ethan Hayter     | Ineos        | a 1"      |
| 3    | Nick Schultz     | BikeExchange | s.t.      |

### 4ª tappa
- 26 marzo: San Marino > San Marino – 154,8 km

Risultati
| Pos. | Corridore        | Squadra      | Tempo    |
| ---- | ---------------- | ------------ | -------- |
| 1    | Jonas Vingegaard | Jumbo        | 4h26'37" |
| 2    | Javier Romo      | Astana       | s.t.     |
| 3    | Nick Schultz     | BikeExchange | s.t.     |

| Pos. | Corridore        | Squadra      | Tempo     |
| ---- | ---------------- | ------------ | --------- |
| 1    | Jonas Vingegaard | Jumbo        | 15h04'13" |
| 2    | Nick Schultz     | BikeExchange | a 7"      |
| 3    | Ethan Hayter     | Ineos        | a 11"     |

### 5ª tappa
- 27 marzo: Forlì > Forlì – 166,2 km

Risultati
| Pos. | Corridore         | Squadra    | Tempo    |
| ---- | ----------------- | ---------- | -------- |
| 1    | M. Frølich Honoré | Deceuninck | 3h59'40" |
| 2    | Jonas Vingegaard  | Jumbo      | s.t.     |
| 3    | Shane Archbold    | Deceuninck | s.t.     |

| Pos. | Corridore         | Squadra      | Tempo     |
| ---- | ----------------- | ------------ | --------- |
| 1    | Jonas Vingegaard  | Jumbo        | 19h03'47" |
| 2    | M. Frølich Honoré | Deceuninck   | a 22"     |
| 3    | Nick Schultz      | BikeExchange | a 32"     |

## Evoluzione delle classifiche
| Tappa              | Vincitore              | Classifica generale Maglia bianca | Classifica scalatori Maglia verde | Classifica a punti Maglia rossa | Classifica giovani Maglia arancione | Classifica a squadre   |
| ------------------ | ---------------------- | --------------------------------- | --------------------------------- | ------------------------------- | ----------------------------------- | ---------------------- |
| 1ª-1               | Jakub Mareczko         | Jakub Mareczko                    | Raffaele Radice                   | Jakub Mareczko                  | Marius Mayrhofer                    | Jumbo-Visma            |
| 1ª-2               | Israel Start-Up Nation | Mark Cavendish                    | Raffaele Radice                   | Jakub Mareczko                  | Sebastian Berwick                   | Israel Start-Up Nation |
| 2ª                 | Jonas Vingegaard       | Jonas Vingegaard                  | Márton Dina                       | Jonas Vingegaard                | Javier Romo                         | Ineos Grenadiers       |
| 3ª                 | Ethan Hayter           | Jonas Vingegaard                  | Márton Dina                       | Ethan Hayter                    | Ethan Hayter                        | Ineos Grenadiers       |
| 4ª                 | Jonas Vingegaard       | Jonas Vingegaard                  | Márton Dina                       | Ethan Hayter                    | Ethan Hayter                        | Ineos Grenadiers       |
| 5ª                 | Mikkel Frølich Honoré  | Jonas Vingegaard                  | Alejandro Osorio                  | Jonas Vingegaard                | Ethan Hayter                        | Ineos Grenadiers       |
| Classifiche finali | Classifiche finali     | Jonas Vingegaard                  | Alejandro Osorio                  | Jonas Vingegaard                | Ethan Hayter                        | Ineos Grenadiers       |

Maglie indossate da altri ciclisti in caso di due o più maglie vinte
- Nella 1ª tappa, 2ª semitappa Mark Cavendish ha indossato la maglia rossa al posto di Jakub Mareczko.
- Nella 3ª tappa Jakub Mareczko ha indossato la maglia rossa al posto di Jonas Vingegaard.
- Nella 4ª e 5ª tappa Javier Romo ha indossato la maglia arancione al posto di Ethan Hayter.

## Classifiche finali

### Classifica generale - Maglia bianca
| Pos. | Corridore         | Squadra      | Punti     |
| ---- | ----------------- | ------------ | --------- |
| 1    | J. Vingegaard     | Jumbo        | 19h03'47" |
| 2    | M. Frølich Honoré | Deceuninck   | a 22"     |
| 3    | Nick Schultz      | BikeExchange | a 32"     |
| 4    | Ethan Hayter      | Ineos        | a 36"     |
| 5    | Javier Romo       | Astana       | a 39"     |
| 6    | Ben Hermans       | Israel       | a 40"     |
| 7    | M. Vansevenant    | Deceuninck   | a 46"     |
| 8    | Sergio Henao      | Qhubeka      | a 1'03"   |
| 9    | A. Gebreigzabhier | Trek         | a 1'14"   |
| 10   | Ilan Van Wilder   | DSM          | a 1'18"   |

### Classifica scalatori - Maglia verde
| Pos. | Corridore        | Squadra    | Punti |
| ---- | ---------------- | ---------- | ----- |
| 1    | Alejandro Osorio | Caja Rural | 32    |
| 2    | Marton Dina      | Eolo       | 28    |
| 3    | Antonio Nibali   | Trek       | 18    |
| 4    | Edoardo Zardini  | Vini Zabù  | 12    |
| 5    | Raffaele Radice  | MG.K Vis   | 11    |

### Classifica a punti - Maglia rossa
| Pos. | Corridore         | Squadra      | Punti |
| ---- | ----------------- | ------------ | ----- |
| 1    | Jonas Vingegaard  | Jumbo        | 28    |
| 2    | Ethan Hayter      | Ineos        | 28    |
| 3    | Nick Schultz      | BikeExchange | 18    |
| 4    | Shane Archbold    | Deceuninck   | 14    |
| 5    | M. Frølich Honoré | Deceuninck   | 10    |

### Classifica giovani - Maglia arancione
| Pos. | Corridore       | Squadra      | Punti     |
| ---- | --------------- | ------------ | --------- |
| 1    | Ethan Hayter    | Ineos        | 19h04'23" |
| 2    | Javier Romo     | Astana       | a 3"      |
| 3    | M. Vansevenant  | Deceuninck   | a 10"     |
| 4    | Ilan Van Wilder | DSM          | a 42"     |
| 5    | Kevin Colleoni  | BikeExchange | a 45"     |

### Classifica a squadre
| Pos. | Squadra                     | Tempo     |
| ---- | --------------------------- | --------- |
| 1    | Ineos Grenadiers            | 56h53'19" |
| 2    | Androni Giocattoli-Sidermec | a 1"      |
| 3    | Team DSM                    | a 28"     |
| 4    | Trek-Segafredo              | a 2'30"   |
| 5    | Caja Rural-Seguros RGA      | a 5'54"   |